# Joodse begraafplaats (Bourtange)

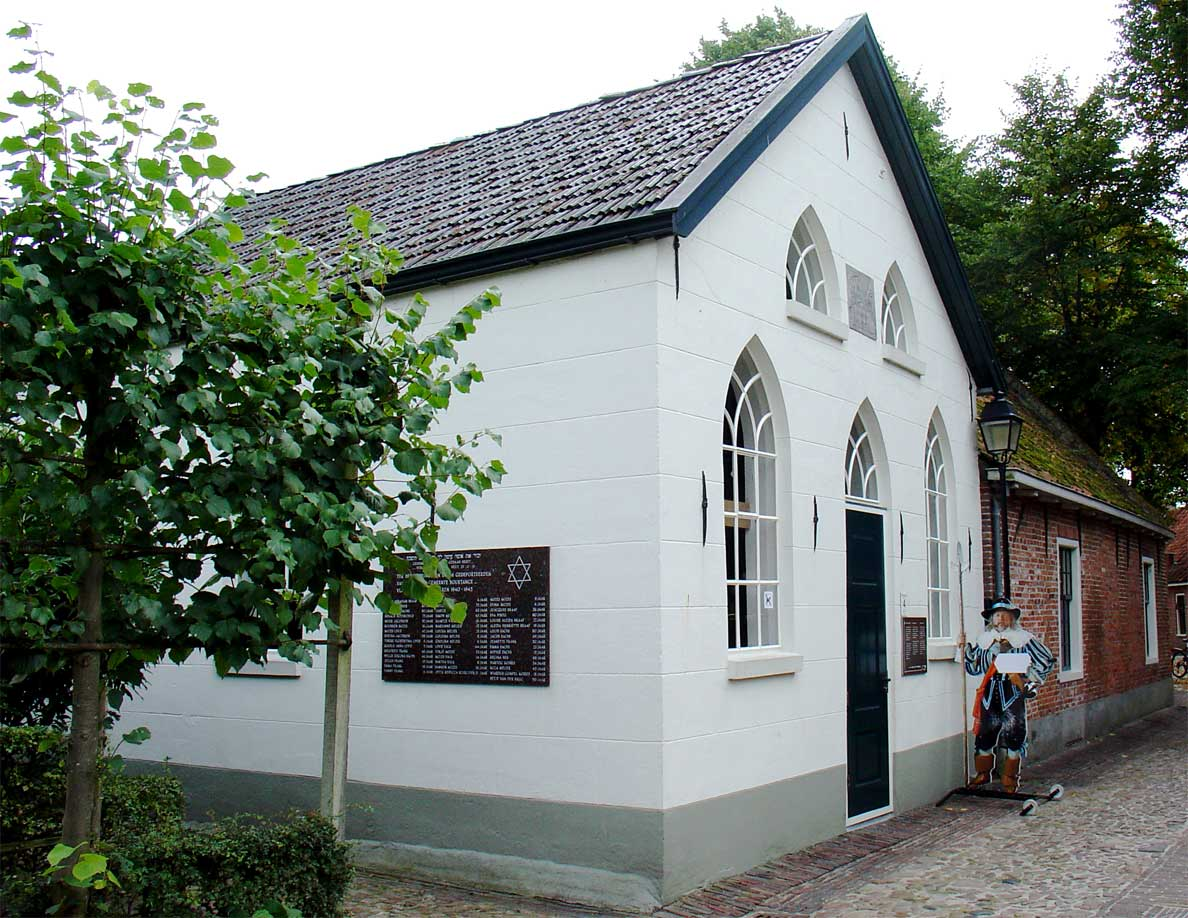
De voormalige synagoge (thans Joods Synagogaal Museum)

De Joodse begraafplaats van Bourtange in de Nederlandse provincie Groningen ligt langs de Oude Jodenkerkhoflaan, even buiten het dorp. Op deze begraafplaats staan nog 9 grafstenen.

## Geschiedenis
Het jaar van ingebruikname is niet bekend, maar wel is bekend dat deze begraafplaats er al was in 1816. De oudste grafsteen is uit het jaar 1862. Voor de oudere graven is het mogelijk dat er houten markeringen werden gebruikt, die natuurlijk snel vergingen. Een andere mogelijkheid is dat de grafstenen zijn weggezakt. De grond is erg drassig en bij een begrafenis moesten de kisten onder het water geduwd worden tot ze niet meer dreven door de opgeworpen grond. Naar het schijnt vonden op deze begraafplaats akelige taferelen plaats, doordat het water ervoor zorgde dat de begraven lichamen niet goed konden ontbinden.
Mede om de mindere geschiktheid van deze plaats om doden te begraven, werd in 1892 een stuk grond aangekocht in het gehucht Hebrecht bij Vlagtwedde voor de inrichting van een Joodse begraafplaats aldaar. Ook de Joden van Vlagtwedde gebruikten deze begraafplaats, hoewel ze dus eigendom was van de joodse gemeente van Bourtange.
Bourtange werd in 1821 een bijkerk onder ringsynagoge Pekela. Tijdens de Tweede Wereldoorlog zijn bijna alle Joodse inwoners gedeporteerd. In 1948 werd de joodse gemeente van Bourtange bij Stadskanaal gevoegd. De synagoge aan de Batterijstraat werd verkocht en is sinds 1989 in gebruik als Joods Synagogaal Museum.

## Varia
De benaming Oude Jodenkerkhoflaan is eigenlijk niet juist. Een kerkhof is eigenlijk de tuin van een (rooms-katholieke) kerk. Joden zullen dus niet vlug over een kerk of een kerkhof spreken. De benaming Jodenkerkhof werd altijd door niet-Joden gebruikt.
In 1832 heeft het perceel de kadastrale aanduiding Vlagtwedde C 98, met plaatselijke benaming: Tuinen en Kampen Bourtange.